# Suzuki Hiroki
Suzuki Hiroki (鈴木 裕樹 Suzuki Hiroki, Linh Mộc Dụ Thụ) là một diễn viên, ca sĩ Nhật. Anh được biết đến qua vai diễn Oishi Shuichirou trong Prince of Tennis movie và Prince of Tennis musicals. Ngoài ra, anh còn là một thành viên trong nhóm D-Boys.

## Nghề nghiệp
Anh đã xuất hiện trong vài chương trình ti-vi.
Tháng 01 tháng 01 năm 2006, Suzuki cùng Kaji Masaki (một thành viên khác của D-Boys) xuất hiện trên truyền hình trong chương trình Secret New Years' Performance Tournament "Young Man Colosseum", nơi mà họ có thể biểu lộ khả năng nhào lộn của mình.
Tiếp theo, anh xuất hiện với vai diễn một thành viên của nhóm The Tigers trong bộ phim truyền hình Hit Parade, được trình chiếu ngày 26 tháng 5 năm 2006 trên kênh Fuji TV. Đóng cùng anh là những thành viên khác của D-Boys như Wada Masato, Shirota Yuu, Kaji Masaki, Araki Hirofumi, Endo Yuya và Seto Kouji.

### Với D-Boys
Tháng 10 năm 2004, Suzuki gia nhập vào nhóm D-Boys của công ty Watanabe Entertainment.
Giống như những thành viên khác của D-Boys, Suzuki cũng có một blog Lưu trữ ngày 17 tháng 11 năm 2006 tại Wayback Machine riêng để thỉnh thoảng lại cập nhật thông tin và đoạn video để giới thiệu về bản thân.
Là một phần của D-Boys, Suzuki cũng được tập luyện đầy đủ. Nhiều người trong số họ đã từng biểu diễn với một nhóm các chàng trai và đã có kinh nghiệm sân khấu. Ngày 6 tháng 8 năm 2005, Suzuki cùng một thành viên khác cùng trong nhóm D-boys xuất hiện trên một chương trình phát thanh, Marvelous Radio Vibration cùng những người khác gồm Shirota Yuu và Yanagi Kotaroh.
D-Boy đã phát hành 2 album ảnh. Album đầu tiên phát hành ngày 27-4-2005 có tựa đề là D-Boys, album thứ hai phát hành ngày 25-3-2006 với tên Start. Hình của Araki đều xuất hiện trong cả hai tập ảnh này.
Nhóm D-Boys có một bộ phim tài liệu tên là DD-Boys nói về chính họ và Suzuki xuất hiện trong vài tập. Bộ phim dài 24 tập, công chiếu từ ngày 10-4 đến ngày 25-9 năm 2006.

### Trong vaiOishi Syuichirou(The Prince of Tennis Musicals)
Suzuki đã thắng trong cuộc thi tuyển chọn vai Oishi Syuichirou, đội phó mẫu mực của đội tennis trường trung học Seigaku. Từ năm 2005 đến năm 2006, anh trở thành diễn viên thứ 2 diễn vai Oishi trong loạt The Prince of Tennis Musicals. Ngày 8 tháng 1 năm 2005, anh lần đầu tiên công diễn vai Oishi trong Winter 2004-2005 Side Yamabuki ở Osaka. Cũng năm đó, anh được chọn đóng trong bộ phim điện ảnh The prince of tennis live-action được chuyển thể từ manga/anime The prince of tennis, cũng với vai Oishi Syuichirou. Trong các vở musical, bạn diễn của Suzuki là những thành viên khác trong D-Boys như Endo Yuya, Yanagi Kotaroh, Shirota Yuu, Kaji Masaki, Araki Hiroki, Adachi Osamu và Wada Masato.
Những buổi diễn Araki đã tham gia với vai Oishi:
- Tenimyu in Winter: Side Yamabuki - Featuring St Rudolph
- Dream Live 2nd: Second Live concert
- Imperial Match Hyotei
- Hyoutei in Winter
- Dream Live 3rd: Third Live concert

Ngày 29 tháng 3 năm 2006, trong Dream Live 3, anh đã tốt nghiệp cùng với hầu hết dàn viễn viên Seigaku.

### Trong vaiOishi Shuichirou(Prince of Tennis Live-Action Film)
Từ vai Oishi Syuichirou trong Prince of Tennis musical mà Suzuki được chọn tham gia vào bộ phim điện ảnh của cùng series manga/anime này. Anh, và hầu hết những thành viên còn lại của đội Seigaku, đều góp mặt trong bộ phim này. Duy chỉ có Hongo Kanata là diễn viên mới, vào vai Echizen Ryoma.
Phim được trình chiếu vào ngày 13 tháng 5 năm 2006.

### TrongJune Bride
Phim tiếp theo của Suzuki, June Bride (Jyun Bride) trình chiếu ngày 27 tháng 5 năm 2006. Anh diễn một nhân vật phụ trong phim này. Cùng diễn với anh là Shirota Yuu và Araki Hirofumi của nhóm D-Boys. Bộ phim được chuyển thể từ manga Jyun Bride, của Satoshi Yoshida.

### TrongLimit~ What's Your Story?
Từ ngày 2 đến ngày 4 tháng 6 năm 2006, Suzuki bắt đầu vai diễn tiếp theo trong một vở sân khấu kịch mang tên Limit~ What's Your Story?~ (limit～あなたの物語は何ですか?～), cùng 2 thành viên khác trong D-Boys là Araki Hirofumi và Nakamura Yuichi.

## Cuộc sống riêng
Suzuki vẫn thỉnh thoảng updates vào blog Lưu trữ ngày 17 tháng 11 năm 2006 tại Wayback Machine của anh trong trang chủ của D-Boys. Trong blog entry của mình, anh luôn xưng là "Snufkin". Trong D-Boys, anh chơi thân với Araki Hirofumi, Kaji Masaki, Wada Masato và Adachi Osamu.

## Các bộ phim có anh tham gia
| Năm  | Tựa đề                               | Vai diễn                       | Chú thích                                            |
| ---- | ------------------------------------ | ------------------------------ | ---------------------------------------------------- |
| 2006 | The Prince of Tennis                 | Oishi Syuichirou               |                                                      |
| 2006 | June Bride                           |                                |                                                      |
| 2006 | DD-BOYS                              | Một vài vai diễn               | Xuất hiện trong các episode 2, 4, 6, 10-11 và 18     |
| 2006 | Hit Parade                           | Thành viên của nhóm The Tigers | Phim truyền hình                                     |
| 2006 | Silent                               |                                |                                                      |
| 2006 | Shinrei Shashin Kitan (心霊写真奇譚) | Kojima                         | Xuất hiện trong Omoide no Polaroid, câu chuyện thứ 3 |
| 2006 | Regatta                              |                                | Phim truyền hình, xuất hiện ở episode 3              |
| 2007 | Cupid no Itazura                     | Kurogi Uke                     | Phim truyền hình                                     |
| 2007 | Juken Sentai Gekiranger              | Jan Kandou/GekiRed             | Seri truyền hình                                     |

## Sân khấu

### Nhạc kịch
- 2005-2006 Oishi Syuichirou - The Prince of Tennis Musicals

### Kịch
- Ngày 2-6 đến ngày 4-6 năm 2006 Limit~ What's Your Story?~ (limit～あなたの物語は何ですか?～)
- Ngày 31-8 đến ngày 10-9 năm 2006 ソフィストリー~Philosophism~ (ソフィストリー～詭弁～)